# اکتاما
اکتاما (به لاتین: Aktuma) یک منطقهٔ مسکونی در قزاقستان است که در استان الماتی واقع شده‌است.

## خصوصیات
اکتاما ۲۰۲ نفر جمعیت دارد.